# قاش كمري بنة بير (بهمئي غرمسيري الشمالي)
قاش کمري بنة بیر (بالفارسية: قاش کمری بنه‌پیر) هي قرية تقع في إيران في قسم بهمئي غرمسیري الشمالي الريفي. يقدر عدد سكانها بـ 129 نسمة .